# Province de Kampong Chhnang
Pour les articles homonymes, voir Kampong Chhnang.
La province de Kampong Chhnang est une province cambodgienne dont le chef-lieu est la ville du même nom.
La région est surtout connue pour ses poteries dont elle tire son nom (Kampong Chhnang signifie «port de la poterie » en khmer) et qui sont vendues dans tout le Cambodge.

## Population
Le recensement de 2008 a comptabilisé 471 616 habitants, 226 357 hommes pour 245 259 femmes et une densité de 85 personnes/km², soit un peu supérieure à la moyenne nationale (75 h./km²). Le nombre de foyers est de 101 122, avec une moyenne de 4,6 occupants (la moyenne nationale est de 4,7 occupants).
Une étude de 2007, montrait que 85,5 % de la population est cultivateur, 6 % pêcheurs, 7,5 % commerçants et 1 % fonctionnaires.
Des recherches plus complètes datant de 2004 montrent un taux de dépendance de 84 personnes tributaires (enfants de moins de 15 ans et vieillards d’au moins 65 ans) pour 100 adultes entre 15 et 64 ans. Concernant la mortalité chez les enfants, les derniers chiffres connus datent de 2000 et ne sont pas très bons, avec un taux de mortalité infantile de 12,89 % (taux national de 6,8 % et le taux de mortalité infanto-juvénile (jusqu’à 5 ans) de 16 % (taux national de 8,6 %), soit un enfant sur 6 qui n’atteint pas ses 6 années. Ces chiffres élevés semblent en corrélation avec ceux d’une importante malnutrition. Concernant ce dernier point, la même étude montre que 10 % des foyers ruraux ne possèdent pas de terre agricole et que 59 % disposent d’une exploitation de moins de 1 hectare, soit qu’elle ne permet pas de couvrir les besoins de la famille. Les taux d’illettrisme dans les personnes de plus de 15 ans, de 64 % et de 57 % pour les femmes, sont inférieurs aux chiffres nationaux, respectivement de 67 et 60 %.

## Géographie

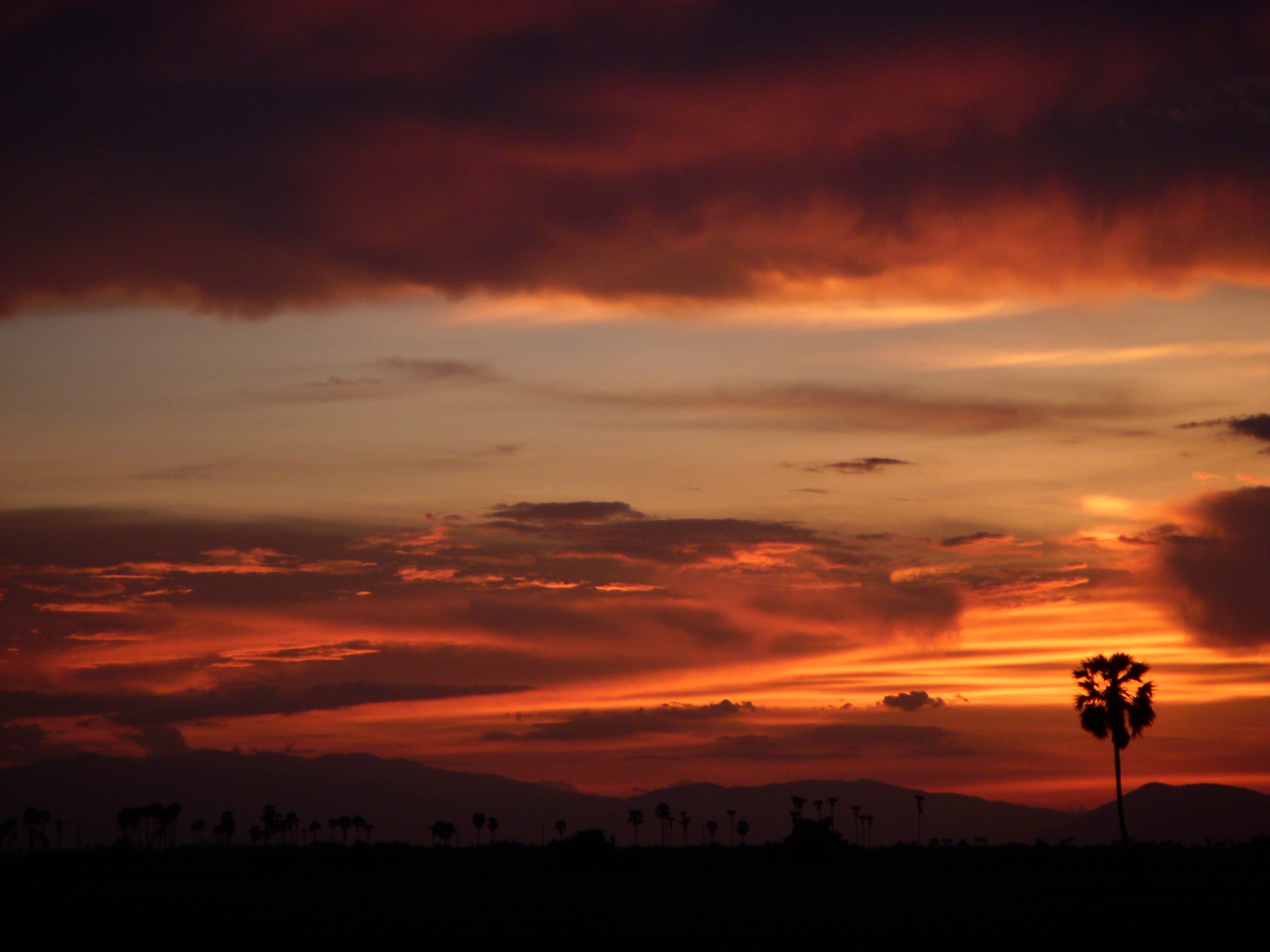
Coucher de soleil sur les Cardamomes

La province de Kampong Chhnang est située au centre du pays. Elle est entourée par celles de Kampong Thom au nord, Kampong Cham à l’est, Kampong Spoe au sud et Pouthisat à l’ouest. En plus de faire partie du sillon vert - et donc fertile - du Cambodge, elle n’est qu’à 91 kilomètres de Phnom Penh, la capitale. La majeure partie de la province est constituée d’alluvions fertiles et poissonneuses et de rizières à perte de vue. Il n’y a plus de forêt, sauf dans la partie sud-ouest, où se trouve la Chaîne des Cardamomes et le Phnum Aoral, point culminant du Cambodge avec ses 1 813 mètres.
Elle est assez bien desservie, avec des villages qui sont en moyenne à 41 minutes du marché le plus proche et 12 minutes de la route praticable la moins éloignée, soit un peu moins que les moyennes nationales (respectivement 45 et 18 minutes).
C’est aussi une des 9 provinces concernées par la réserve de biosphère du Tonlé Sap dont le caractère remarquable a été reconnu par l’UNESCO en 1997.

## Climat
La température annuelle moyenne est autour de 27 °C ; décembre et janvier sont les mois les plus frais alors qu’avril est le plus chaud. Comme partout ailleurs au Cambodge, l’année est scindée en trois saisons :
- pendant la saison des pluies généralement de mai à octobre, les températures oscillent entre27 °C et 35 °C, avec une humidité supérieure à 90 %
- lors de la saison froide, de novembre à mars, les thermomètres indiquent entre 18 °C et 28 °C
- enfin, durant la saison sèche, de mars à mai, la chaleur monte entre 28 °C et 36 °C[6].

## Économie
L’économie de la province est surtout basée sur la pêche, la riziculture, les récoltes de fruits et quelques usines textile. Les ménages ruraux sont quasi totalement dépendants de l’agriculture et de ses débouchés.
Concernant la culture du riz, si les récoltes sont excédentaires (en 2004, elles couvraient 143 % des besoins), ces résultats sont disparates et seuls 78 % des communes produisent suffisamment pour nourrir leurs habitants. De plus, la plupart des foyers ruraux disposent de très peu de biens ; ainsi, seuls 43 % d’entre eux vivent dans une maison avec un toit de chaume, on compte une automobile pour 51 familles, une moto pour 5,6 ménages et un char à bœufs pour 2,1 foyers.

## Administration
Les 8 districts de la province se répartissent comme suit:
| Code  | District           | Khmer    | Signification,                                                                                     | Communes |
| ----- | ------------------ | -------- | -------------------------------------------------------------------------------------------------- | --- |
| 04-01 | Baribour           | បរិបូណ៌     | « complet, parfait », issu du sanskrit paripūrṇa                                                   | Anhchanh Rung, Chhnok Tru, Chak, Khon Rang, Kampong Preah Kokir, Melum, Phsar, Pech Changvar, Popel, Ponley, Trapeang Chan                                |
| 04-02 | Chol Kiri          | ជលគីរី     | «montagne (entourée) d'eau », nom lié au passé géologique du Cambodge, giri : montagne en sanskrit | Chol Sar, Kaoh, Kampong Os, Peam Chhkaok, Prey Kri |
| 04-03 | Kampong Chhnang    | កំពង់ឆ្នាំង   | « port de la poterie »                                                                             | Phsar, Kampong Chhnang, Ph'er, Khsam |
| 04-04 | Kampong Leaeng     | កំពង់លែង    | « port de la séparation », nom lié à la légende d'un couple                                        | Chranouk, Dar, Kampong hau, Phlov Tuk, Pou, Pralay Meas, Samraong Saen, Svay Rumpear, Trangel                                                             |
| 04-05 | Kampong Tralach    | កំពង់ត្រឡាច  | « port de la courge cireuse» (Benincasa hispida)                                                   | Ampil Tuek, Chhuk Sa, Chres, Kampong Tralach, Longveaek, Ou Ruessei, Peani, Saeb, Ta Ches, Thma Edth                                                      |
| 04-06 | Rolea B'ier        | រលាប្អៀរ    | «crâne des Por ou P'ier », grande tribu voisine du Massif des Cardamomes                           | Andoung Snay, Banteay Preal, Cheung Kreav, Chrey Bak, Kouk Banteay, Krang Leav, Pongro, Prasneb, Prey Mul, Rolea B'ier, Srae Thmei, Svay Chrum, Tuek Hout |
| 04-07 | Sameakki Mean Chey | សាមគ្គីមានជ័យ | « amitié victorieuse », du pali samāggi : amitié et du sanskrit jaya : victoire                    | Chhean Laeung, Khnar Chhmar, Krang Lvea, Peam, Sedthei, Svay, Svay Chuk, Tbaeng Khpos, Thlok Vien                                                         |
| 04-08 | Tuek Phos          | ទឹកផុស     | «eau qui gicle », nom de résurgence                                                                | Akphivoadth, Chieb, Chaong Maong, Kbal Tuek, Khlong Popok, Krang Skear, Tang Krasang, Toul Khpos                                                          |
| Total | Total              | Total    | Total                                                                                              | 69 communes |

Concernant l’orientation politique, la province ne se démarque pas du reste du pays et le Parti du peuple cambodgien au pouvoir y occupe une place prédominante.
|                               | Total | Parti du peuple cambodgien | Parti Sam Rainsy | FUNCINPEC | Parti Norodom Ranariddh |
| ----------------------------- | ----- | -------------------------- | ---------------- | --------- | ----------------------- |
| Députés (2008)                | 4     | 3                          | 1                | 0         | 0                       |
| Maires (2007)                 | 69    | 68                         | 1                | 0         | 0                       |
| 1er adjoints (2007)           | 69    | 37                         | 21               | 4         | 7                       |
| 2es adjoints (2007)           | 69    | 2                          | 38               | 6         | 23                      |
| Conseillers municipaux (2007) | 212   | 180                        | 27               | 3         | 2                       |

## Attractions et curiosités

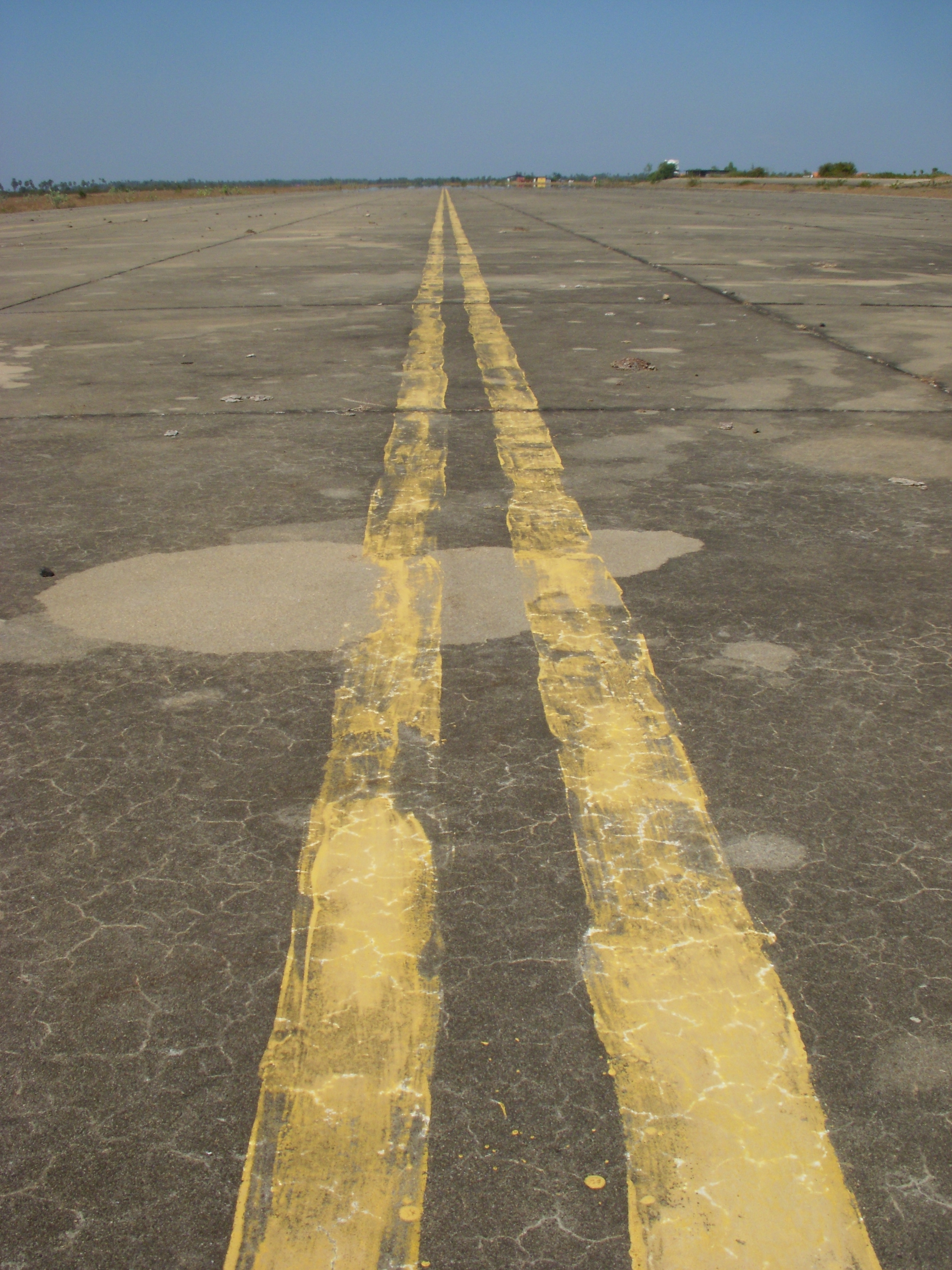
La piste de l’aéroport « chinois » de Krang Ta Mun, aujourd’hui désaffecté.

Même si elle est considérée comme la province offrant le moins d’attractions touristiques, l’intérêt principal de Kampong Chhnang réside, outre sa proximité d’avec Phnom Penh, dans la richesse de ses sites naturels, en dehors des circuits traditionnels et donc moins encombrés.
La région est surtout appréciée pour ses promenades en bateaux vers les villages flottants de pêcheurs et ses sorties dans la campagne où il n’est pas rare de croiser des chars à bœufs.

### Chef-lieu provincial
La cité de Kampong Chhnang est située sur la Nationale 5 qui relie Phnom Penh à Battambang, à une centaine de kilomètres au nord-ouest de la capitale cambodgienne. C’est aussi un port sur la rivière Tonlé Sap, en aval du lac du même nom.
Elle a su garder un certain charme, notamment avec les bâtisses de style colonial des vieux quartiers et les maisons sur pilotis près du port, avec des villages flottants à proximité et les marchés où sont vendues les poteries fabriquées dans les villages environnants. C’est enfin une étape pour certains des bateaux qui font la liaison entre Phnom Penh et Siem Reap.

### Aéroport de Krang Ta Mun
À la sortie du chef-lieu provincial, à une dizaine de kilomètres au sud-ouest se trouve cet imposant aérodrome, construit par la Chine à l’époque du régime des khmers rouges, mais qui n’a jamais été opérationnel. Sa visite en est néanmoins rendue interdite par des gardes à l’entrée du complexe.

### Tonlé Sap

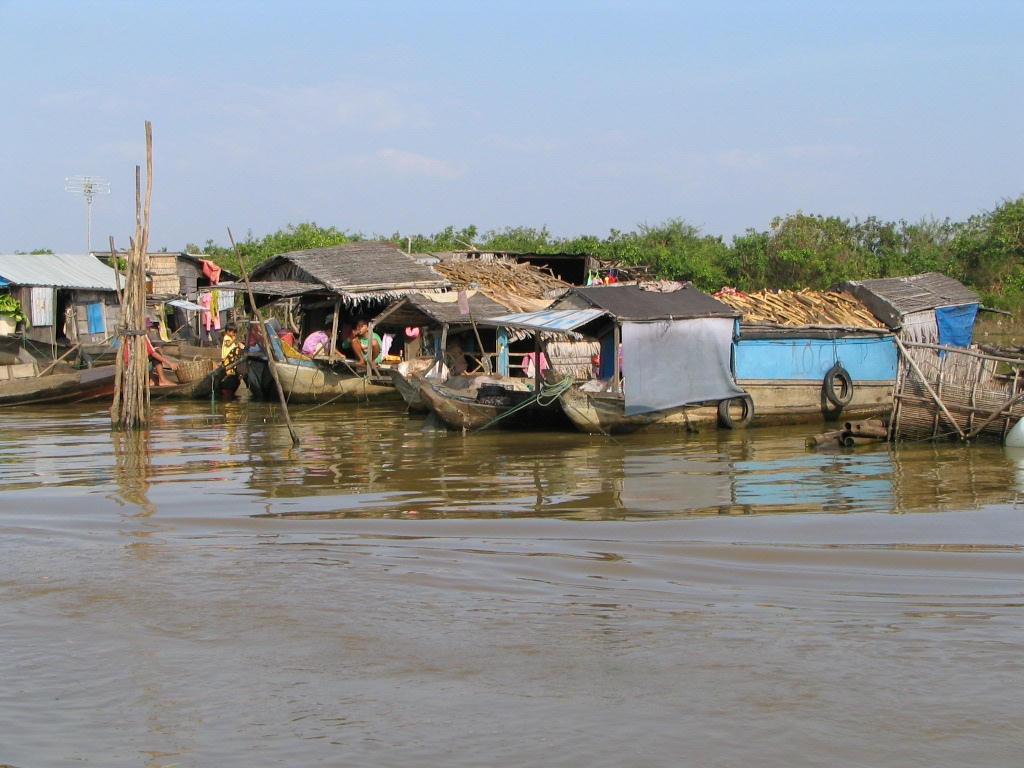
Un village flottant sur le Tonlé Sap.

En juin et en novembre, cette rivière change de direction. En juin, les pluies des moussons font gonfler le Mékong qui déverse son trop plein dans le Tonlé Sap et le grand lac, inondant les plaines avoisinantes. Les limons déposés à ce moment sont très fertiles et favorisent une riziculture et une pêche abondantes.

### Phnom Roap Bat
Il s’agit d’un site naturel et culturel situé à 12 kilomètres de la ville de Kampong Chhnang. Les riverains l’apprécient pour la beauté du lieu et des collines environnantes. On y trouve une reproduction de Ta Prohm et, au sommet de la montagne, une pagode utilisée pour célébrer des cérémonies locales.

### Phnom San Touch
Cette station, située à 94 kilomètres du chef-lieu de province est réputée pour les nombreux rochers pétris de légendes cambodgiennes qui l’entoure, la beauté naturelle du site qui est souvent utilisé pour tourner des clips et le magnifique point de vue sur le Tonlé Sap.

### Phnom Ta Reach
Ce site naturel, situé à une dizaine de kilomètres du chef-lieu de province est surtout connu car à la fin des années 1970 le régime des khmers rouges a mobilisé des prisonniers pour creuser dans le rocher une grotte de 200 mètres de long, 2,8 mètres de large et 6 de haut.

### Kampong Leaeng
De l'autre côté du fleuve, en retrait de Kampong Leaeng, un circuit circulaire permet d'admirer les ruines des temples anciens de Samrong Sen et Prasat Prah Srei.

## [22]Notes et références
1. ↑  (en) National Institute of Statistics, Ministry of Planning, Phnom Penh Cambodia, « General Population Census of Cambodia 2008 », sur Statistics Bureau - Japanese Ministry of internal affairs & communications, août 2008 (consulté le 13 mai 2010)
2. ↑  (en) « Kampong Chhnang Travel Guide - Population », sur Tourism of Cambodia (consulté le 11 mai 2010)
3. 1 2 3  (en) World Food Programm, « Kampong Chhnang », Provincial profile, 2004 (consulté le 13 mai 2010)
4. ↑  (en) « Kampong Chhnang Travel Guide - Geography », sur Tourism of Cambodia (consulté le 11 mai 2010)
5. ↑  (en) « Provinces around the Tonle Sap », sur Tonle Sap Biosphere Environmental Information Database (consulté le 11 mai 2010)
6. ↑  (en) « Kampong Chhnang Travel Guide - Climate », sur Tourism of Cambodia (consulté le 13 mai 2010)
7. ↑  (en) « Kampong Chhnang Travel Guide - Economy », sur Tourism of Cambodia (consulté le 13 mai 2010)
8. ↑  (fr) Saveros Lewitz, « La toponymie khmère », Bulletin de l'École française d'Extrême-Orient, vol. 53, nos 53-2,‎ 1967, p. 377-450 (lire en ligne)
9. ↑  (fr) Gabrielle Martel, Saveros Lewitz et Jules-E. Vidal, « Notes ethnobotaniques sur quelques plantes en usage au Cambodge », Bulletin de l'École française d'Extrême-Orient, vol. 55, nos 55-1,‎ 1969, p. 171-232 (lire en ligne)
10. ↑  (fr) Saveros Lewitz et Bruno Rollet, « Lexique des noms d’arbres et d’arbustes au Cambodge », Bulletin de l'École française d'Extrême-Orient, vol. 60, nos 60-1,‎ 1973, p. 113-162 (lire en ligne)
11. ↑  (fr) Saveros Pou, Dictionnaire vieux khmer-français-anglais : An Old Khmer-French-English Dictionary, Éditions L'Harmattan, coll. « Les introuvables », 2 janvier 2005, 734 p. (ISBN 978-2-7475-7345-0, lire en ligne)
12. ↑  (fr) « Kampong Chhnang Province », sur Cambodia e-Gov (consulté le 11 mai 2010)
13. ↑  (fr) « Liste des députés », sur Ambassade royale du Cambodge en France, 2 mai 2009 (consulté le 13 mai 2010)
14. 1 2 3 4  (en) « Official Results of the 2007 Commune Councils Election », sur National Election Committee, 24 avril 2007 (consulté le 13 mai 2010)
15. ↑  (en) « Welcome to Kampong Chhnang Tourism » (consulté le 14 mai 2010)
16. ↑  (en) « Kampong Chhnang Travel Guide – What to see – Phnom Da », sur Tourism of Cambodia (consulté le 14 mai 2010)
17. ↑  (fr) Roth Meas, « Un tour du Cambodge en chariot à bœufs », Phnom Penh Post - Le petit journal,‎ 27 octobre 2009 (lire en ligne)
18. ↑  (fr) Guide de voyage Cambodge multimédia, « Tonlé Sap et la Centre », sur Vietnam Tangka (consulté le 14 mai 2010)
19. ↑  (fr) « Village flottant de Kompong Chhnang », Kompong Chhnang, sur Angkor Voyages (consulté le 14 mai 2010)
20. ↑  (fr) Le petit futé, « Carrières de pierres et aéroport chinois », Visites & tourisme autour de Kompong Chhnang (consulté le 14 mai 2010)
21. 1 2 3 4  (en) « Attraction sits in Kampong Chhnang », sur Kampong Chhnang Tourism (consulté le 14 mai 2010)
22. ↑  (en) « General Population Census of the Kingdom of Cambodia 2019 », sur UNFPA Cambodia, 26 janvier 2021 (consulté le 29 janvier 2021)